# 아이센현

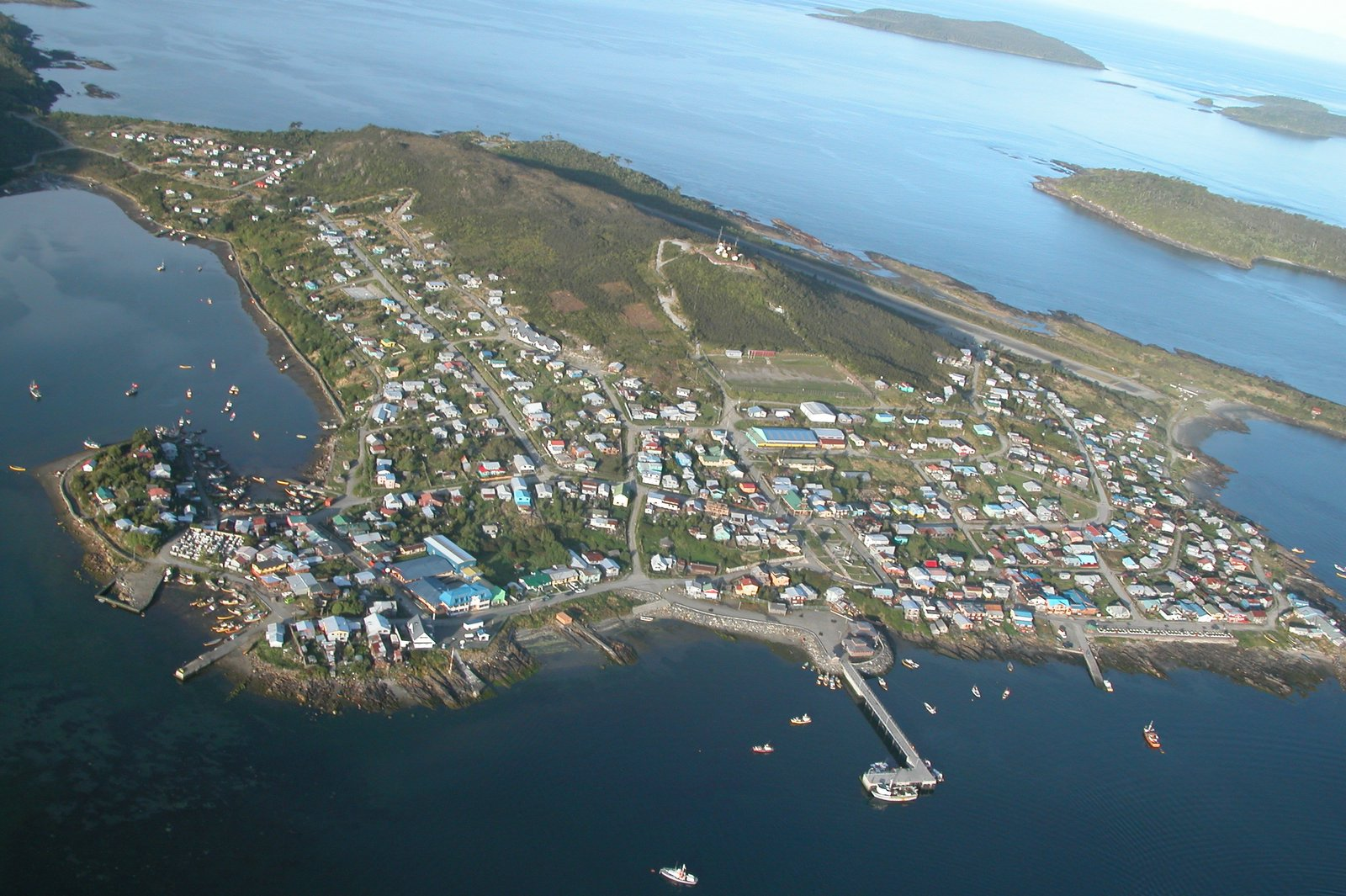

아이센현(스페인어: Provincia de Aisén)은 칠레 아이센델헤네랄카를로스이바녜스델캄포 주를 구성하는 4개의 현 가운데 하나로 현도는 푸에르토아이센이며 면적은 46,588.8km2, 인구는 26,858명(2012년 기준), 인구 밀도는 0.58명/km2이다.